# Eric Clapton
Eric Patrick Clapton (Ripley, 1945. március 30. –) a Brit Birodalom Rendje (CBE) kitüntetés tulajdonosa, becenevén „Slowhand” („Lassúkezű”), Primetime Emmy- és többszörös Grammy-díjas brit gitáros, énekes és zeneszerző. A rock-korszak egyik leginkább megbecsült és legnagyobb hatású gitárosa, akit egyedülálló módon háromszor is beiktattak a Rock and Roll Hall of Fame-be.
Bár karrierje során többször váltott stílust, zenéje megőrizte a blues hagyományait. Pályája több szakaszában is újítónak tartották, ezek közül kiemelkedik a blues-rock (The Yardbirds és the Bluesbreakers) és a hard rock (Cream) terén nyújtott teljesítménye. Különböző stílusokban is komoly sikereket ért el: delta blues (a Robert Johnson tiszteletére megjelent Me and Mr. Johnson című album), pszichedelikus rock ("Sunshine of Your Love"), pop ("Change the World") és reggae ("I Shot the Sheriff").

## Élete és művészete

### Fiatalkora
Anyja, Patricia Molly Clapton 16 éves volt, amikor életet adott neki; apja, Edward Walter Fryer a kanadai hadsereg 24 éves katonája még fia születése előtt visszatért feleségéhez Kanadába.
Eric a nagyszüleinél nőtt fel, abban a hitben, hogy ők a szülei, anyja pedig a nővére. Később Patricia hozzáment egy másik kanadai katonához, Kanadába költözött, fia pedig egyedül maradt nagyszüleivel. Eric mindezt kilencévesen tudta meg; e bonyolult családi háttér élete egyik meghatározó momentuma lett.
Saját bevallása szerint elég rossz gyerek volt. A gimnáziumot a surbitoni Hollyfield Schoolban végezte el. Első munkahelyén postásként dolgozott. A blues már egész fiatalon megérintette; 13. születésnapjára kapott egy akusztikus gitárt, amin tanár nélkül tanult játszani, és majdnem feladta. A gimnázium elvégzése után a Kingston Art Schoolban üvegfestést tanult, de később kirúgták nem megfelelő tanulmányi átlaga és az órákon való gitározása miatt. 17 évesen lépett be a The Roosters nevű zenekarba, melynek 1963 januárjától augusztusig volt a tagja. Szeptemberben hét koncerten játszott a Casey Jones and the Engineers társaságában.

### The Yardbirds és John Mayall & the Bluesbreakers
1963-ban csatlakozott a The Yardbirds nevű, blues ihletésű rock and roll zenekarhoz, és egészen 1965 márciusáig velük maradt. A Chicago blues és híres bluesgitárosok – Buddy Guy, Albert King, Freddie King és B. B. King – hatására egy sajátos stílust hozott létre, és hamarosan a leghíresebb brit gitárosok egyikévé vált. A zenekar eredetileg az amerikai Chess/Checker/Vee-Jay kiadóknál megjelent blueslemezeket másolta, de igazán ismertek akkor lettek, amikor a richmondi Crawdaddy Clubban átvették a Rolling Stones helyét. Angliában a híres amerikai blueszenésszel, Sonny Boy Williamson II-vel turnéztak; egy 1963 decemberében felvett közös koncertjüket nagylemezen is kiadták. De csak miután Clapton 1965 márciusában kivált, örülhetett a Yardbirds első igazi slágerének, amin még Clapton játszott: a "For Your Love" című dalnak.
Clapton mélyen elkötelezte magát a blues iránt és nem volt ínyére a Yardbirds új, popos hangzása; ennek egyik oka az volt, hogy a "For Your Love"-ot Graham Gouldman, hivatásos dalszerző írta, aki más tinikedvenceknek – például a Herman’s Hermitsnek és a The Holliesnak – is írt dalokat. Clapton Jimmy Page-et ajánlotta volt társai figyelmébe, de Page nem akarta feladni jól jövedelmező stúdiózenészi karrierjét, így ő Jeff Becket ajánlotta Clapton utódjának (végül Page a Yardbirds basszusgitárosa, később pedig gitárosa lett).
1965 áprilisában Clapton csatlakozott a John Mayall & the Bluesbreakers nevű együtteshez. A klubokban nyújtott szenvedélyes játékának és a Mayallal közösen felvett Bluesbreakers with Eric Clapton című albumnak köszönhetően a világhírű bluesgitárosok közé emelkedett. Leggyakrabban 1960 Gibson Les Paul Standard márkájú gitárt és Marshall erősítőket használt; ebben az időben keletkeztek a "Clapton az Isten" feliratú graffitik.

### Cream
1966 közepén Clapton otthagyta a Bluesbreakerst (Peter Green lépett a helyére), és megalakította a Creamet, az egyik első ún. supergroupot, vagyis olyan zenekart, melynek tagjai már komoly zenei előélettel rendelkeztek, sikeres szóló- vagy zenekari muzsikusok voltak. A további tagok: Jack Bruce basszusgitáros, énekes (korábban a Manfred Mann és a Graham Bond Organisation tagja) és Ginger Baker dobos (szintén a GBO tagja) voltak. A zenekar szintén az egyik első power trió volt. Ebben az időben Clapton énekesként és gitárosként egyaránt sokat fejlődött, de az énekesi feladatok és a szövegírás (Pete Brown költővel) legnagyobb részét Jack Bruce látta el. Első fontosabb fellépésük a Windsori Jazz és Blues Fesztiválon volt; az idők során legendássá váltak mindent elsöprő hangerejük és 15-20 perces, improvizációkkal tarkított dalaik révén, míg stúdiófelvételeik sokkal kifinomultabbak voltak.
1966 egyébként is fontos év Clapton pályafutásában: ekkor tűnt fel Jimi Hendrix. Hendrix korai fellépéseit Clapton mellett a zenei élet más kiválóságai is rendszeresen látogatták (például Pete Townshend, a Beatles és a Rolling Stones tagjai). Október 1-jén Hendrix együtt lépett fel a Creammel a londoni műszaki egyetemen; a "Killing Floor" egy hosszabb változatát adta elő. Hendrix felbukkanása nagy hatással volt Clapton további pályájára, bár a szavazásokon mindig Hendrix előtt végzett.
A Cream repertoárja a popos hangzású soultól ("I Feel Free") a hosszú, bluesos instrumentális dalokig terjedt ("Spoonful"). A sokféleség a tagok stílusának különbségeiből is adódott: Clapton gitárjátéka a pszichedelikus rockhoz közelített, a dobos Baker a dzsesszből merítette a legtöbbet, s ehhez járult Bruce erőteljes, rockénekesi és gyakran szolisztikus basszusjátéka.
Alig hároméves pályafutásuk alatt komoly anyagi és szakmai sikereket értek el; világszerte több mint 15 millió lemezt adtak el, szinte kizárólag álló nézőknek játszottak. Újradefiniálták a zenészek szerepét a rockzenében. A Cream volt az egyik első zenekar, mely a legnagyobb hangsúlyt a virtuóz játékra és a tehetségre fektette. Legnagyobb sikereik közé tartozik a "Sunshine of Your Love" (a Disraeli Gears című albumról), a "White Room" és a "Crossroads", Robert Johnson "Cross Road Blues" című dalának feldolgozása (mindkettő a Wheels of Fire című albumról).
Bár a Creamet kora egyik legjobb zenekarának, Claptont pedig gitárhősnek tartották, a zenekar mégis rövid életű volt. Baker és Bruce belső csatározásai, valamint a három zenész között kialakuló feszültség a zenekar feloszlásához vezetett. A végső lökést a befejezéshez a Rolling Stone magazin egy kritikája jelentette második amerikai turnéjuk egyik koncertjéről, mely leginkább Claptont érintette. Miután a The Band megjelentette első, Music from Big Pink című albumát, a zenekar kivételesen nagy hatást gyakorolt Claptonra, aki úgy gondolta, a rockzene már másik irányba halad. Annyira tetszett neki a zenéjük, hogy fel is ajánlotta: csatlakozik hozzájuk, de visszautasították.
Utolsó albumuk, a Goodbye az 1968. október 19-i Los Angeles-i koncertjükről tartalmazott dalokat, és három stúdiófelvétel is hallható rajta. Ezek közül a legismertebb a "Badge" című, George Harrisonnal közösen írt dal; a Beatles és a Yardbirds még 1964-ben egy este lépett fel a londoni Palladiumban, Clapton itt ismerkedett meg Harrisonnal. (A "Badge" refrénje lett később a "Here Comes the Sun" alapja, amit Harrison Clapton hátsó kertjében írt.) Szoros barátságuknak köszönhetően 1968 szeptemberében Harrison meghívta Claptont egy közös felvételre a Beatles-szel – a "While My Guitar Gently Weeps" című dalban Clapton játszott szólógitáron. Egyesek szerint Harrison így akarta elérni, hogy a többiek vegyék komolyan a dalt; mindenesetre egy kívülálló bevonása valamennyire enyhítette a belső ellenségeskedést. 1969 januárjában, a Let It Be című film forgatása közben Harrison egyszerűen otthagyta a többieket; mivel féltek, hogy nem tudják befejezni a munkát, Lennon kilátásba helyezte, hogy Claptont hívják a helyére. Még 1968-ban megjelent Harrison első szólóalbuma, a Wonderwall Music, melyen először dolgozott együtt Claptonnal (akit szerződése miatt nem tüntettek fel a közreműködők között). Harrison 2001-ben bekövetkezett haláláig gyakran léptek fel együtt egymás vendégeiként.
1968-as szakításuk óta Baker, Bruce és Clapton kétszer játszott együtt. 1993-ban, amikor a Cream-et beiktatták a Rock and Roll Hall of Fame-be, előadtak néhány dalt. A valódi újjáalakulásra azonban csak 2005 májusában került sor, amikor a londoni Royal Albert Hallban (itt volt 1968-as búcsúkoncertjük is) négy, 2005 októberében pedig a New York-i Madison Square Gardenben három teltházas koncertet adtak. A londoni koncertek anyagából készült CD és DVD még 2005-ben megjelent.

### Blind Faith és Delaney, Bonnie and Friends
Clapton következő zenekara, az 1969-ben alakult Blind Faith szintén egy supergroup volt: Clapton és Baker mellett Steve Winwood (Traffic) és Rick Grech (Family) voltak a tagjai. Működése kimerült egy úgy-ahogy összerakott nagylemezben és egy skandináv, brit, majd amerikai turnéban. A zenekar június 7-én adta bemutatkozó koncertjét a londoni Hyde parkban, százezer néző előtt, majd júliusban amerikai turnéra indultak, melyre az összes jegy elkelt. Első (és egyetlen) albumuk augusztusban jelent meg Blind Faith címmel. A felvételekkel annyira kellett sietni, hogy a második oldalon csak két dal volt, egyik a 15 perces "Do What You Like" című jam. Ennek ellenére az album két későbbi klasszikust is tartogatott: Winwood "Can't Find My Way Home" és Clapton "Presence of the Lord" című dalát. A borítón egy fiatal, meztelen lány volt; az amerikai borítóra a zenekarról készült fotó került. A Blind Faith még 1969-ben feloszlott. Winwood sikeres szólókarriert kezdett, de Clapton belefáradt a Cream és a Blind Faith körüli felhajtásba. Ekkoriban nagy hatással volt rá a The Band, és az övékhez hasonló zenét akart csinálni.
Clapton úgy döntött, hogy egy időre a háttérbe húzódik; még a Blind Faith brit turnéján figyelt fel előzenekarukra, a Delaney, Bonnie and Friends nevű formációra. 1969 végén New Yorkba költözött és 1970 elejéig ezzel a zenekarral turnézott. Szoros barátságot kötött Delaney Bramlett-tel, aki éneklésre és saját dalok írására biztatta.
1970-ben jelent meg első szólóalbuma Eric Clapton címmel, amelynek Bramlett volt a producere és a zenészek között a későbbi Derek and the Dominos tagjait is megtaláljuk. Felkerült rá Bramlett egyik szerzeménye, a "Bottle of Red Wine" és Clapton egyik legjobb dala abból az időből, a "Let It Rain". Váratlan sláger lett J.J. Cale "After Midnight" című dalának feldolgozása, ami az USA-ban 18. lett.
Clapton 1969–70-es „zenekar nélküli” időszakában több híres művész albumán vendégszerepelt. Ezek közül a legfontosabbak: John Lennon és a The Plastic Ono Band Live Peace in Toronto 1969, George Harrison All Things Must Pass, Stephen Stills Stephen Stills és Dr. John The Sun, Moon & Herbs című albuma.

### Derek and the Dominos
Clapton a Delaney & Bonnie ritmusszekciójával (Bobby Whitlock – billentyűsök, ének, Carl Radle – basszusgitár, Jim Gordon – dob) új együttest alakított, amely a körülötte kialakult kultusz lecsendesítését volt hivatva szolgálni. Clapton nem sztárként, hanem a többi zenész egyenrangú partnereként jelent meg benne. A társulat neve eredetileg Eric and the Dynamos lett volna, ám első fellépésükön a műsorközlő félreértette, és a Derek and the Dominost jelentette be, amit végül is megtartottak, ezzel is jelezve, hogy nem Clapton a központi alak.
Clapton legjobb barátja George Harrison volt, akinek All Things Must Pass című albumának felvételén is közreműködött. A közös munka során megismerte Harrison feleségét, Pattie Boydot, akibe beleszeretett. Pattie visszautasította a közeledését; a viszonzatlan szerelem témáját boncolgató dalok később a Dominos első, Layla and Other Assorted Love Songs című albumára kerültek fel. Ezek közül a "Layla" a leghíresebb, melyet egy perzsa költő, Nezami Ganjavi "Layla és Manjun története" című műve ihlette. Clapton erős hasonlóságot fedezett fel Layla és Manjun, valamint Pattie és az ő kapcsolatában.
A Miamiban lévő Criteria Studiosban Tom Dowd producer segítségével felvették első albumukat, amelyet ma már Clapton egyik mesterművének tartanak: a Layla and Other Assorted Love Songs-ot. A "Layla" két része két külön felvételen készült el: először a dalt indító gyors részt, majd a Jim Gordon által komponált zongoradarabot vették fel.
Az album felvétele közben a Dominos egy új taggal bővült: Duane Allman gitárossal, az Allman Brothers Band vezetőjével. Tom Dowd – aki Allmanék producere is volt – meghívta Claptont az ABB egyik szabadtéri koncertjére, amit Miamiban tartottak. A két gitáros – aki már hírből ismerte egymást – a műsor után a színfalak mögött személyesen is találkozott, majd a Dominos és az ABB a stúdióban együtt zenélt (a közös zenélést szerencsére felvették). Clapton és Allman „beleszeretett” a másik gitárjátékába, szoros barátok lettek. A Dominos felajánlotta Allmannek, hogy legyen a zenekar ötödik tagja. A stúdióban felvett jam végül az 1990-ben kiadott The Layla Sessions: 20th Anniversary Edition című albumon jelent meg.

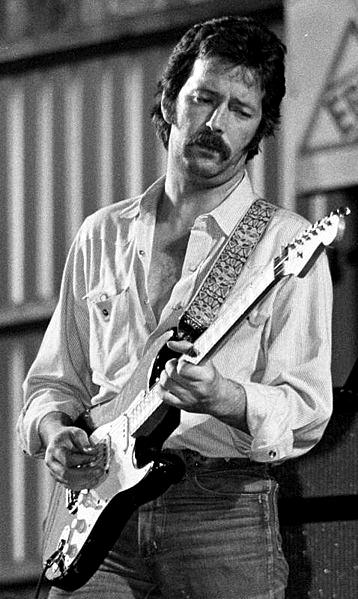
Eric Clapton 1977. június 19-én a zürichi Wetzikonban

Allman csatlakozása előtt már három dal készen volt ("I Looked Away", "Bell Bottom Blues", "Keep on Growing"); Allman a "Nobody Knows You When You're Down and Out" című dalon debütált, és a többi dalon is a legjobb formáját nyújtotta. Közreműködésével az album még közelebb került a blueshoz: a country blues slide-technikájával játszott (melynek lényege, hogy a játékos a hangokat nem ujjaival, hanem egy erre a célra üvegből vagy fémből készített eszközzel fogja le). Az albumot ma már Clapton egyik legjobb munkájának tartják; nem elhanyagolható Whitlock közreműködése sem, aki Clapton szerzőtársaként és énekesként is megállta a helyét.
A zenekar rövid pályáját tragédiák kísérték. Az album felvételeinek idején, 1970. szeptember 18-án halt meg Clapton egyik legjobb barátja, Jimi Hendrix. Nyolc nappal korábban a Dominos Hendrix "Little Wing" című dalát vette fel, ami az albumra is felkerült. Egy évvel később, 1971. október 29-én, a Dominos első amerikai turnéjának előestéjén Duane Allman motorbalesetben meghalt. Clapton levertségét csak fokozták a Layla-albumot teljesen érdektelenül fogadó kritikák; később azt mondta, hogy az album sikertelensége feldühítette és kiábrándította, mert nem vették figyelembe a felvétel erényeit (az 1970-es kiadás idején Clapton nevét – különböző szerződések miatt – nem tüntették fel az albumon).
A megtört zenekar kénytelen-kelletlen elvállalta az amerikai turnét. Clapton később beismerte, hogy a turné közben rengeteg heroin és alkohol fogyott, ennek ellenére a turné anyagából készült In Concert című album meglepően jóra sikerült. A zenekar csak Londonban oszlott fel, röviddel a második album felvételének kezdete után. Bár Radle az 1970-es években Clapton zenekarának volt a tagja, Clapton és Whitlock szakításuk után évtizedekig nem beszéltek egymással (csak 2003-ban zenéltek újra együtt: a BBC2 Later with Jools Holland című műsorában a "Bell Bottom Blues"-t játszották). Carl Radle 1980. május 30-án halálra itta magát. Jim Gordon – akinek skizofréniáját nem fedezték fel – 1983-ban egyik rohama közben kalapáccsal verte agyon édesanyját; 1984 óta elmegyógyintézetben él.

### Mélypont és szólókarrier
Sikerei ellenére Clapton magánélete 1972-re romokban hevert. Amellett, hogy Pattie Boyd nem viszonozta szerelmét, Clapton a stúdiómunkát és a koncertezést is abbahagyta. Ez alól csak a Banglades megsegítésére 1971. augusztus 1-jén rendezett koncert volt kivétel (a színpadon elájult, de sikerült magához téríteni, így folytatni tudta a koncertet). Pete Townshend, a The Who gitárosa szervezte Clapton 1973. január 13-i koncertjét a londoni Rainbow Színházban. Townshend mindenáron segíteni akart Claptonnak a heroinról való leszokásban. Viszonzásképpen Clapton a The Who Tommy című rockoperájának 1975-ös filmváltozatában elvállalta a Prédikátor szerepét; szerepe (az "Eyesight to the Blind" című dalt adja elő) azért is emlékezetes, mert néhány jelenetben szemmel láthatóan álszakállat visel, ugyanis az első felvételek után megborotválkozott.
Miután összeköltözött Pattie Boyddal (csak 1979-ben házasodtak össze) és leszokott a heroinról (viszont egyre többet ivott), Clapton zenészeket gyűjtött maga mellé, akikkel koncertezett és felvette második szólóalbumát. A zenekar tagjai: Carl Radle, George Terry, a Miami gitárosa, Jamie Oldaker dobos, Yvonne Elliman és Marcy Levy énekesnők (Elliman Mária Magdolnát alakította a Jézus Krisztus szupersztárban, Levy pedig Marcella Detroit néven a Shakespear's Sister tagjaként vált ismertté). 1974-ben ezzel a zenekarral vette fel 461 Ocean Boulevard című albumát, azt az albumot, melyen a hangsúly inkább a dalszövegeken van; Bob Marley "I Shot the Sheriff" című dalának feldolgozása sláger lett és a szélesebb közönséggel is megismertette a reggae zenét és magát Marleyt is. A zenekar világkörüli turnéra indult, következő albumuk pedig az 1975-ös E. C. Was Here című koncertalbum volt.
Az 1975-ös There’s One in Every Crowd című album a 461 hagyományait folytatta. Eredeti címe The World's Greatest Guitar Player (There's One In Every Crowd) lett volna, de túl félreérthetőnek gondolták. (Clapton eredeti borítótervét – egy szánalomra méltó, iszákos embert – is lecserélték Jeep nevű kutyájának a képére; a kutya egy koporsóra tette a száját).
Clapton folytatta az albumkészítést és a rendszeres koncertezést, de ekkori dalai szándékosan visszafogottak, nem mérhetők korábbi munkáihoz. A korszak két csúcspontja az 1976-os No Reason to Cry, melyen Bob Dylan és Robbie Robertson is közreműködött; valamint az 1977-es Slowhand, melyen a Pattie Boydnak írt "Wonderful Tonight" és JJ Cale Cocaine című dalának feldolgozása is hallható.

### Ellentmondások
1976-ban Clapton ellentmondásos helyzetbe került és rasszistának is titulálták, miután egy birminghami koncertjén – részegen – az Angliába bevándorlók növekvő számáról beszélt. Azt mondta, hogy Anglia „…túlzsúfolt lett … Anglia tejjel-mézzel folyó Kánaánnak állítja be magát csak azért, hogy utána hátat fordítson a behívott emigránsoknak és rosszul fizető állásokat, átlag alatti életkörülményeket biztosítson nekik…”, és arra kérte a közönséget, szavazzon Enoch Powellre, hogy Nagy-Britannia ne váljon „fekete gyarmattá”. Ezen (és a David Bowie szájából elhangzó, hasonlóan rosszízű) kijelentések hatására alakult meg az Egyesült Királyságban a Rock Against Racism mozgalom.
A némileg ellentmondásos kijelentések ellenére Clapton nem tett semmi említésre méltót annak érdekében, hogy elhatárolja magát az általa mondottaktól, és tagadta, hogy bármilyen összeférhetetlenség lenne politikai nézetei és zenéje – a fekete eredetű blues – között.

### Visszatérés

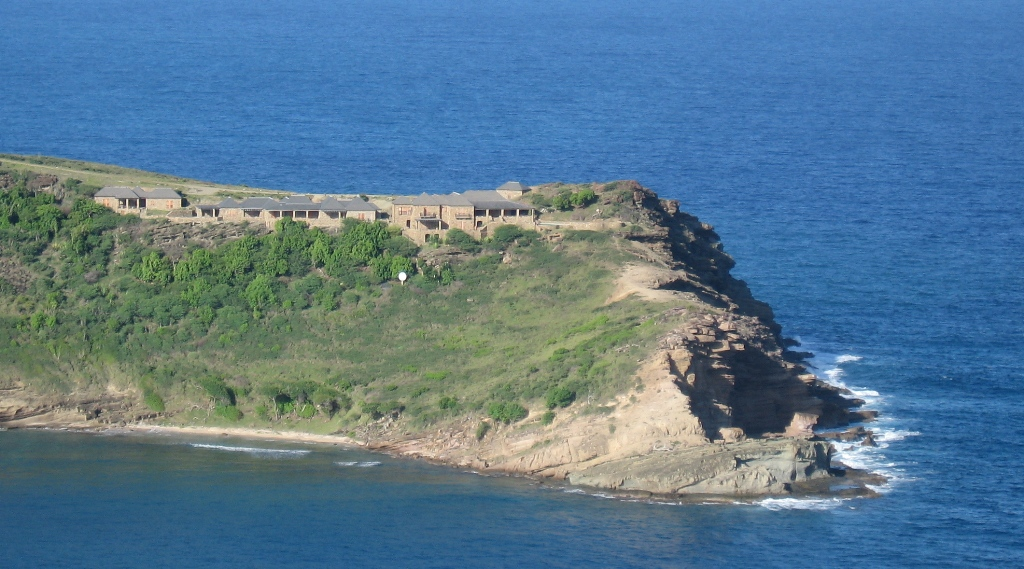
Eric Clapton rezidenciája Antigua szigetén

Az 1970-es évek végén Clapton a populáris zenében bekövetkező változások közepette kereste a helyét. Komoly alkoholproblémákkal küzdött, kórházba került, majd Antigua szigetén próbálta legyőzni betegségét, sikeresen. Később itt alapította meg a drog- és alkoholfüggőket kezelő rehabilitációs központot, a Crossroads Centre-t.
1984-ben Roger Waters The Pros and Cons of Hitch Hiking című – első – szólóalbumán gitározott, majd az album megjelenése után a turnéra is elkísérte Waterst. Azóta szoros barátságot kötöttek; 2005. január 15-én együtt léptek fel a Tsunami Relief Fund segítségére rendezett jótékonysági koncerten , 2006. május 20-án pedig a Highclere Castle-ben közösen adták elő a "Wish You Were Here" és a "Comfortably Numb" című Pink Floyd-dalokat , .
Az 1980-as években Clapton sikeresen küzdötte le szenvedélybetegségeit, és továbbra is folytatta a lemezfelvételeket. Ebben az időben két albumának is Phil Collins volt a producere: az 1985-ös Behind the Sunnak és az 1986-os Augustnek.
Az August – melyet Collins hagyományos ütős/fúvós hangzása ural – Clapton addigi legsikeresebb albuma lett Nagy-Britanniában, a 3. helyet érte el. Az album első dala, az "It's in the Way That You Use It" A pénz színe című Martin Scorsese-filmben is elhangzott és sláger lett. A fúvósokra épülő "Run" Collins "Sussudio" című dalára hasonlít, míg a Tina Turnerrel közös "Tearing Us Apart" és a keserű "Miss You" Clapton legjobbjai közé tartozik.

### Újabb tragédiák
1980-as évekbeli albumai közül csak a blues-gyökerekhez visszatérő 1989-es Journeyman részesült kedvezőbb kritikai fogadtatásban. 1985-ben a BBC Edge of Darkness című drámasorozatának zenéjéért Michael Kamennel együtt elnyerte a Brit Filmművészeti Akadémia (BAFTA) díját. Szintén 1985-ben ismerkedett meg Yvonne Khan Kellyvel, akivel ugyanebben az évben lányuk született. Clapton csak 1988-ban vált el Pattie Boydtól.
1990-ben és 1991-ben két tragikus esemény is történt: 1990. augusztus 27-én a Claptonnal együtt turnézó Stevie Ray Vaughan és két roadie-ja veszítette életét egy helikopterbalesetben a Wisconsin állambeli East Troy közelében, majd 1991. március 20-án Clapton második gyermeke, egyben egyetlen fia, Conor halt meg, akinek anyja Lory Del Santo olasz modell volt. A gyermek kizuhant egy New York-i apartman ötvenharmadik emeletének ablakából. Négy és fél éves volt.
A tragédiát – részben – a Tears in Heaven című dal dolgozza fel (társszerzője Will Jennings; a Drog (Rush) című filmhez készült). A dal, valamint a szintén 1992-es MTV Unplugged album Grammy-díjat kapott.

### A Lassúkezű visszatér
Az 1994-ben kiadott From the Cradle zenéjének középpontjában szintén az akusztikus gitár áll, az album számos blues-sztenderdet is tartalmaz. 1997-ben TDF név alatt adta ki az elektronikus zenei ihletésű Retail Therapy-t; és újabb Grammyt is nyer, a Change the World című Wayne Kirkpatrick-szám feldolgozásával. Az évtized végén Carlos Santanával és B. B. Kinggel (Riding with the King) készített közös felvételeket.
1999-ben a Riding with the King felvételei alatt ismerkedett meg Melia McEnery grafikussal. 2002-ben házasodtak össze; három lányuk született (a legkisebb 2005-ben).
2018 augusztusában Clapton bejelentette Happy Xmas című új szólóalbumát, melyen kizárólag karácsonyi dalok blues műfajú feldolgozásai szerepelnek. A Jingle Bells feldolgozását az ugyanazon év tavaszán, 28 évesen öngyilkosságot elkövetett lemezlovas, Avicii emlékének ajánlotta.

## Clapton gitárjai
- Brownie
- Blackie
- Fender Eric Clapton Stratocaster

## Kötete magyarul
- Clapton. Az önéletrajz; ford. Kiss Borbála Réka; ShowTime, Bp., 2008

## Clapton zenekara

### A 2006-os turnén
- Eric Clapton – gitár, ének
- Doyle Bramhall II – gitár, vokál (2000–)
- Derek Trucks – gitár (2005–)
- Chris Stainton – billentyűs hangszerek (2002–)
- Tim Carmon – billentyűs hangszerek (1998, 2000, 2004, 2006–)
- Willie Weeks – basszusgitár (2006–)
- Steve Jordan – dob (1985, 2006–)
- The Kick Horns (Simon Clarke, Roddy Lorimer, és Tim Sanders) – rézfúvósok (1993–1996, 2005–)
- Michelle John – vokál (2004–)
- Sharon White – vokál (2004–)

### Korábbi tagok
- Albert Lee – gitár (1979–1983, 2002, 2004)
- Jack Johnson – gitár
- Mark Knopfler – gitár (1987–1989)
- Andy Fairweather-Low – gitár, vokál (1992–2003, 2004)
- Phil Palmer – gitár (1989)
- George Terry – gitár, vokál (1974–1978)
- Chuck Leavell – billentyűs hangszerek (1991–1992)
- Greg Phillinganes – billentyűs hangszerek, Hammond orgona, vokál (1985–1990, 2001)
- Billy Preston – Hammond B3 orgona (2000–)
- David Sancious – billentyűs hangszerek, gitár, szájharmonika, vokál (2001–)
- Chris Stainton – zongora. billentyűs hangszerek (1979–1988, 1993–1997)
- Nathan East – basszusgitár (1984, 1986–1994, 1995–)
- Pino Palladino – basszusgitár (1989, 1998–1999, 2001, 2005)
- Carl Radle – basszusgitár (1970, 1974–1980)
- Paulinho Da Costa – ütőhangszerek
- Phil Collins – dob, ének (1986, 1987, 1989)
- Ray Cooper – ütőhangszerek (1984–2002)
- Steve Ferrone – dob (1986–1992)
- Steve Gadd – dob (1992–1996, 1998–2005)
- Ricky Lawson – dob (1997–1998)
- Jamie Oldaker – dob (1974–1980, 1983–1986, 1990–1991)
- Yvonne Elliman – vokál (1974–1977)
- Katie Kissoon – vokál (1986–1999, 2002, 2004)
- Marcy Levy – vokál (1974–1978, 1984–1985)
- Tessa Niles – vokál (1986, 1988–1992, 1997, 1999, 2002)

## Érdekességek
- A Rolling Stone magazin "Minden idők 100 legjobb gitárosa" listáján 2003-ban Clapton a 4. helyet érte el.  Archiválva 2010. március 7-i dátummal a Wayback Machine-ben A 2011-ben újonnan kiadott listán pedig Jimi Hendrix mögött másodiknak rangsorolták. Archiválva 2008. március 14-i dátummal a Wayback Machine-ben Eszerint Clapton a ma élő legnagyobb gitáros.
- A Lassúkezű becenevet – amely egy szójátékból ered – Giorgio Gomelsky, a CrawDaddy klub tulajdonosa ragasztotta Claptonra még a Yardbirds idején. A szünetben, mialatt húrt cserélt a gitárján, a felpörgött közönség lassú tapsba kezdett (slow handclap – slowhand Clapton).[4]
- Pályája korai szakaszában Clapton egy 1960-as Gibson Les Pault használt; a Gibson SG után a Gibson részben emiatt vezette be újra a Les Pault.
- Clapton eredeti vezetékneve nem Clapp, mint több forrás is állítja. Születésekor anyja vezetéknevét kapta; anyai nagyanyja második férjét hívták Jack Clappnek.
- Clapton neve szerepel a Dire Straits Brothers in Arms című albumán, de nem azért, mert játszott rajta, hanem mert kölcsönadta az egyik gitárját Mark Knopflernek.
- Miután Roger Waters kilépett a Pink Floydból, első szólóalbumán (The Pros and Cons of Hitch Hiking) Clapton gitározott.
- Clapton nem vezethet Franciaországban, és az Egyesült Királyságban is bevonták egy időre a jogosítványát, miután Porsche 911 Turbójával 216 km/órával hajtott egy francia autópályán 2004 októberében.
- Saját bevallása szerint Clapton több mint 1000 nővel feküdt le. Egyszer állítólag egy másik zenésztől megkérdezte, hogy lefeküdhet-e a barátnőjével.
- A 4305-ös számú kisbolygót a zenész tiszteletére 4305 Claptonnak nevezték el. A kisbolygó a Mars és a Jupiter között található.
- A Nagymenők című filmben két dala is hallható: a "Layla" (szerzőtárs Jim Gordon) és a "Sunshine of Your Love" (szerzőtársai: Jack Bruce és Pete Brown). Mindkét dal könnyen felismerhető a gitárriffekről (még azoknak is, akik nem hallgatták végig), bár a filmben a "Layla" „második része”, a zongorás rész hallható.
- Clapton fellépett a The Band búcsúkoncertjén. Az eseményről film is készült Az utolsó keringő címmel, Martin Scorsese rendezésében. Amikor Clapton elkezdte a "Further On Up the Road" című dalt, gitárján kifordult az első hevedertartó gombból a heveder és a gitár kis híján leesett a földre. Amíg helyrehozták, Robbie Robertson improvizált egy szólót.[5]
- „Néhányan úgy beszélnek rólam, mint valami forradalmárról. Ez ostobaság: egyszerűen csak B.B. Kinget másoltam.” – mondta Clapton. „Remek ember és nagy zenész. Ez a fickó úgy énekel, mintha a Mississippi mellett született volna!” – mondta róla B. B. King.
- 2017-ben mutatták be Lili Fini Zanuck filmrendező és producer Eric Clapton: Life in 12 Bars című dokumentumfilmjét, amelyben Eric Clapton mellett megszólalnak barátai és pályatársai is.

## Fordítás
- Ez a szócikk részben vagy egészben  a   Layla című angol Wikipédia-szócikk fordításán alapul.  Az eredeti cikk szerkesztőit annak laptörténete sorolja fel. Ez a jelzés csupán a megfogalmazás eredetét és a szerzői jogokat jelzi, nem szolgál a cikkben szereplő információk forrásmegjelöléseként.
- Ez a szócikk részben vagy egészben  a   Sunshiner of Your Love című angol Wikipédia-szócikk fordításán alapul.  Az eredeti cikk szerkesztőit annak laptörténete sorolja fel. Ez a jelzés csupán a megfogalmazás eredetét és a szerzői jogokat jelzi, nem szolgál a cikkben szereplő információk forrásmegjelöléseként.